# سمية وعلال
سمية وعلال ، انتخبت برلمانية عن اللائحة الوطنية - الجزء الأول المخصص للنساء عن حزب التجمع الوطني للأحرار سنة 2016.
تنتمي سمية وعلال إلى اللجنة البرلمانية الدائمة للمالية والتنمية الاقتصادية وفريق التجمع الدستوري .
من أسرة سياسية معروفة في تازارين بإقليم زاكورة من مواليد 1987، حاصلة على شهادة الماجيستير في التدقيق ومراقبة التدبير، فاعلة جمعوية في العديد من جمعيات المجتمع المدني، اشتغلت سابقاً في شركة خاصة ومأخرا بديوان رئيس مجلس النواب.
تنتمي النائبة البرلمانية سمية وعلال إلى المجموعة الموضوعاتية المكلفة بالمناصفة والمساواة 